# 나츠메 나나
나츠메 나나(일본어: 夏目 ナナ 나쓰메 나나[*])은 일본의 AV 배우 출신의 여배우이다.

## 프로필
| 나츠메 나나 | 나츠메 나나                |
| ----------- | -------------------------- |
| 출생일      | 1980년 1월 23일            |
| 출생지      | 일본 오사카부              |
| 신체        | 163cm B93-W58-H85 (cm) G컵 |
| 혈액형      | O형                        |
| 활동기간    | 2004년~2007년              |